# Vizitator
Vizitator (lat. visitator), službeni izaslanik odgovorne nadređene osobe u Crkvi, onaj koji vrši vizitaciju, osobito inspekciju crkvenih župa, pohoditelj crkvenih župa u ime biskupa ili pojedinih redovničkih provincija u ime vrhovnog poglavara.
U Pravoslavnoj crkvi crkvena osoba (npr. kaluđer)  koja obilazi manastire svog reda ili svoje oblasti; nadzornik imanja; posjetilac, pohodilac (zastarjelo: vizitač).
Izvor: Bratoljub Klaić: "Rječnik stranih riječi", Zagreb, 1978. - Vladimir Anić, Ivo Goldstein: "Rječnik stranih riječi", Zagreb, 2002. - Milan Vujaklija: "Leksikon stranih reči i izraza", Beograd, 1991. - "Rečnik srpskohrvatskog književnog i narodnog jezika"", Beograd - "Rečnik srpskohrvatskoga književnog jezika", Novi Sad-Zagreb, 1967-1976.